# Cours Saleya
Le cours Saleya est une voie de Nice.

## Situation et accès
Principale voie piétonne du Vieux-Nice, le cours Saleya, parallèle au quai des États-Unis, prolonge la rue Saint-François-de-Paule vers l'ouest, de la rue Louis-Gassin à la place Charles-Félix. Son code postal est 06300.

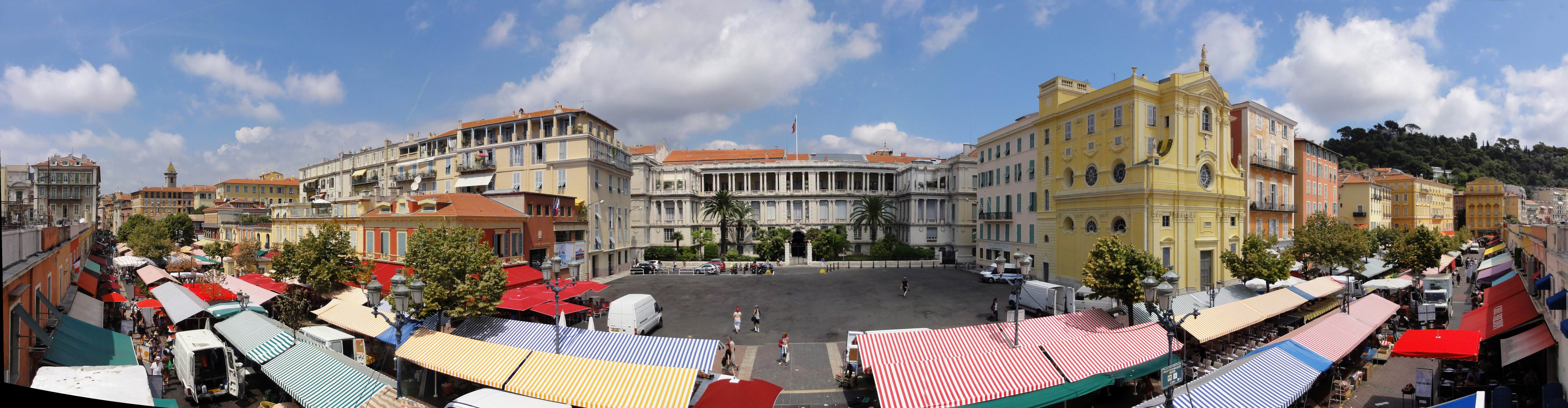
Le cours Saleya en 2010.

## Historique
Cet espace est désigné dans les textes anciens comme la Marina. À partir de 1714, le terme palco (« scène » en italien) prévaut: c'est là qu'il faut se montrer. Il est indiqué « cours » sur le cadastre napoléonien, puis au début du XXe siècle, adopte son nom actuel de cours Saleya.
À l’origine, le Palco (Cours) se forme probablement sur un espace laissé libre entre une ligne de maisons fortifiées parallèles au rempart du front de mer.
Dans la première moitié du XVIIIe siècle, le Cours trouve son axe définitif lors de la construction des corps de bâtiments de la Terrasse, accessible au public, le long du rivage. En 1748, il est presque entièrement nivelé. De nombreux magasins se développent jusque devant le jardin royal (aujourd’hui place Pierre-Gautier). Vers 1750, une association de commerçants et de propriétaires est fondée pour défendre leurs intérêts communs. À l’est, le palais du Sénat est agrandi et la chapelle du Saint-Suaire se dote d’une nouvelle façade.
En 1766, il est arboré de rangées d’ormeaux en remplacement des mûriers plantés au siècle précèdent. Les frondaisons servent à cacher le monotonie des murs mais ne doivent pas masquer la balustrade de la terrasse.
À la fin du XVIIIe siècle, la pratique de la promenade devient le loisir préféré d’une riche clientèle oisive. Le Cours et les terrasses sont le centre de la vie mondaine niçoise. Les familles de notables fréquentent les cafés et les boutiques de luxe. La nombreuse colonie étrangère s’extasie du panorama et des couchers de soleil depuis le haut des Terrasses. En 1827, à l’extrémité orientale du Cours, un monument dit des Serruriers est érigé en l’honneur du roi Charles-Félix, sur la place éponyme.
En face, le côté nord comprend aussi des bâtiments avec jardins et terrasses privés, au premier étage, surplombant le Cours. En 1839, dans une de ses maisons, Benoit Visconti ouvre l'Établissement littéraire Visconti, salon littéraire qui reste pendant plus d'un demi-siècle l'adresse de référence internationale pour tous les passionnés des arts et des lettres. Dans les salons et jardins, les dames organisent des soirées de charité. Sur le Cours, la terrasse de Visconti est le lieu où tout hôte de marque doit être vu. On y assiste à des concerts musicaux et à des fêtes nocturnes illuminées. Elle est aménagée de tribunes et plus tard de loges lors des corsos carnavalesques.
Dans le même temps, le Consiglio d'Ornato décide d’ouvrir le Cours sur la mer avec une porte Marine (sur celle existante ?) à trois arcades, puis une porte dite Charles-Félix dans l’axe de la rue du Sénat et un passage sous la terrasse en face du palais du gouvernement. En revanche, son alignement sur le côté nord, prévu dans le plan régulateur, n’est réalisé qu’après l’annexion du comté de Nice à la France.
Le 22 juillet 1861, la municipalité de Malausséna approuve la création sur le Cours du premier marché aux fleurs, fruits et légumes de la ville. En 1892, le corso du carnaval abandonne le Cours et migre vers la ville nouvelle. Les boutiques de luxe suivent le mouvement et s’installent sur le quai, l’avenue de la Gare et la place Masséna. Le Cours perd son caractère festif. En 1900, il est couvert par une halle métallique à usage du marché. En 1930, la couverture métallique existante est remplacée par une construction en béton. En 1950, les platanes qui l'arboraient sont abattus. Dès lors, en dehors des horaires de marché, le Cours se transforme en un vaste parc à voitures où le piéton est exclu. Progressivement délaissées, les Terrasses sont fermées au public dans les années 1960. L'inesthétique halle de béton est démolie en 1980 et d’importants travaux de rénovation sont entrepris pour réaliser un parc de stationnement souterrain, et redonner au Cours sa vocation de promenade sous forme de zone piétonnière. Selon le moment de la journée, on y trouve le marché aux Fleurs, des maraîchers ou, en soirée, des artisans joailliers, etc.
Dès 2009, dans le cadre du 150e anniversaire du rattachement de l’ancien comté de Nice à la France, la ville de Nice entreprend son embellissement aux travers d'importants travaux de rénovation.

## Bâtiments remarquables et lieux de mémoire

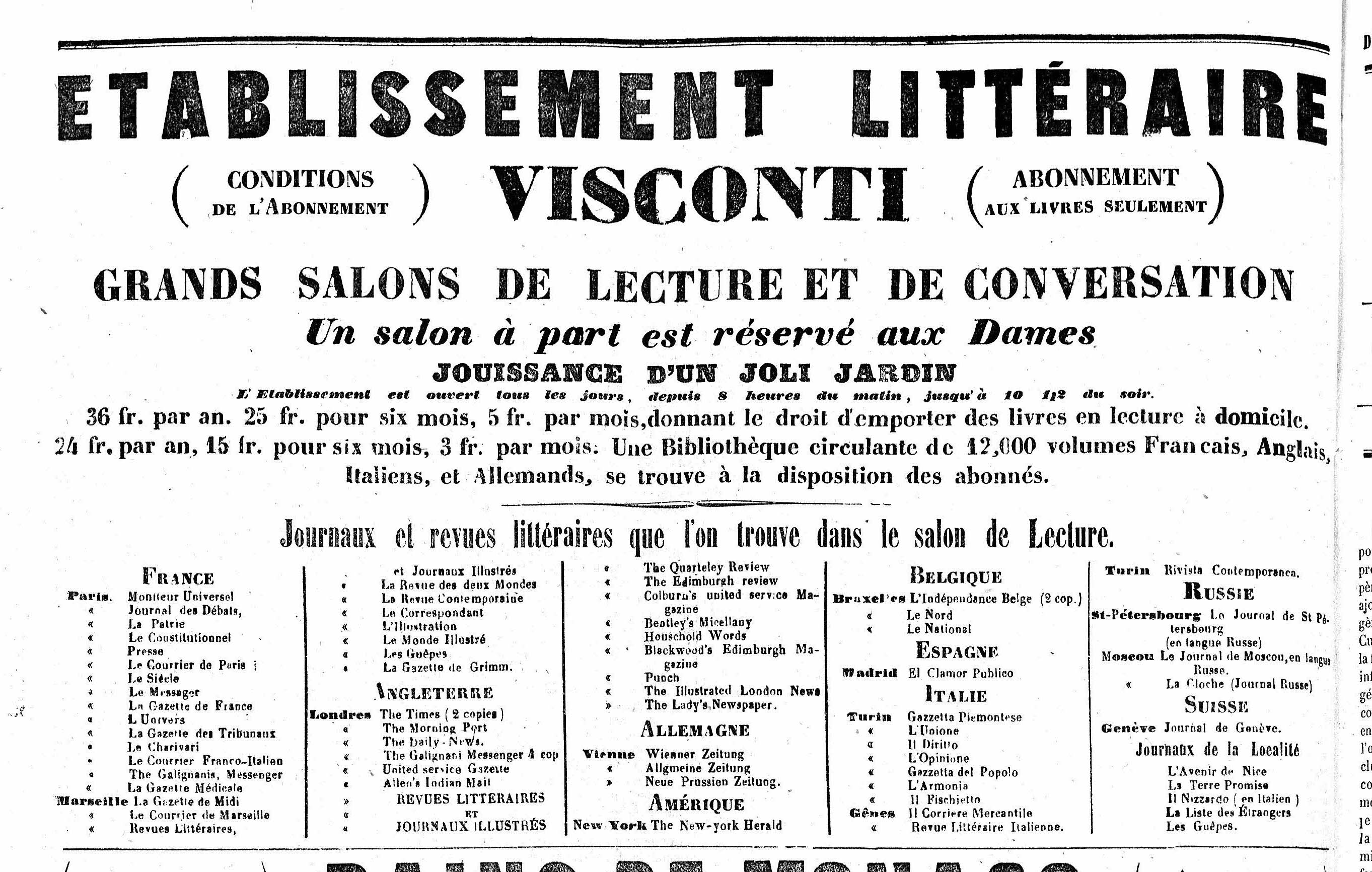
Annonce publicitaire de la librairie Visconti.
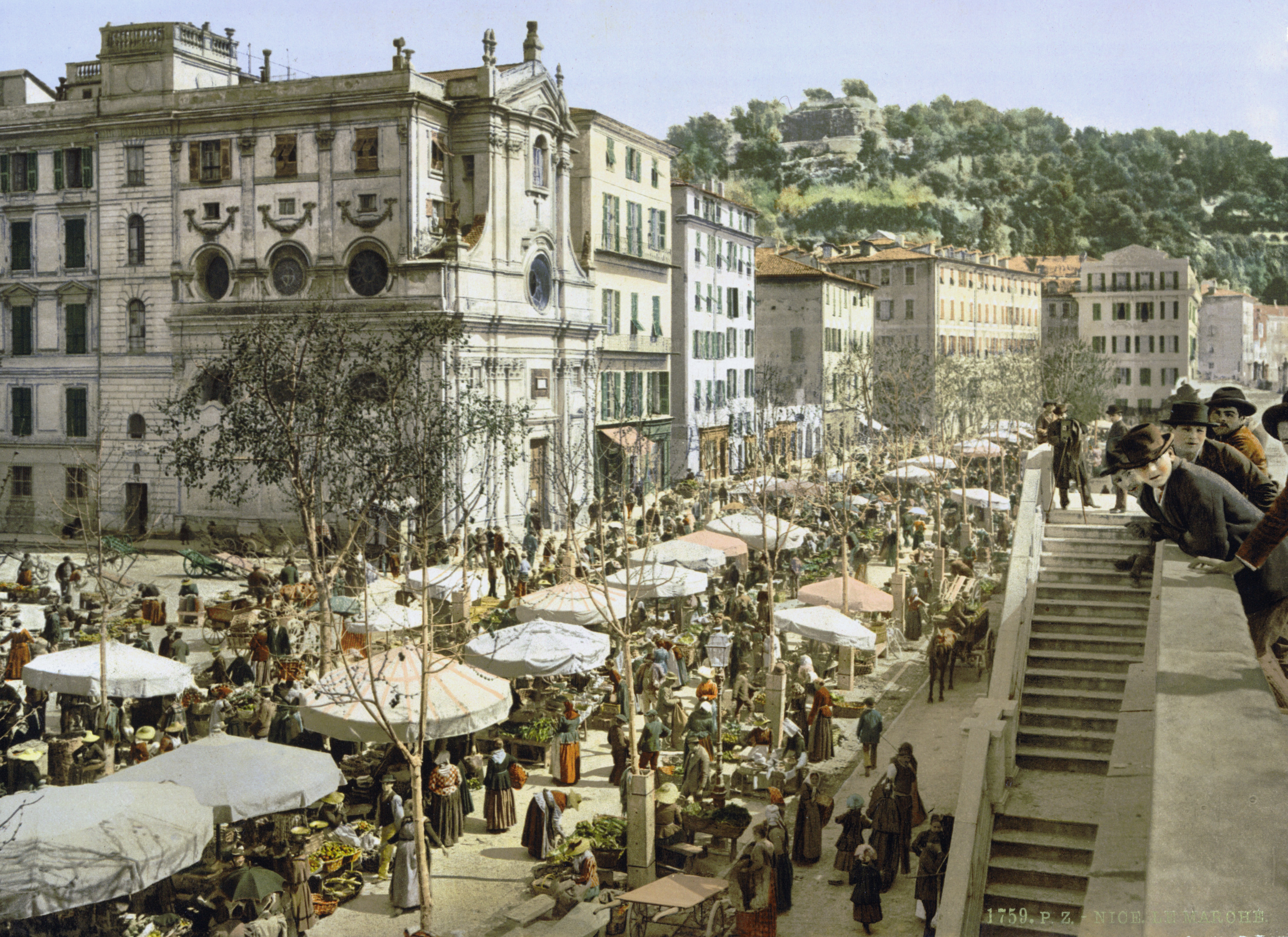
Le Cours en 1880, et à droite, les Terrasses.
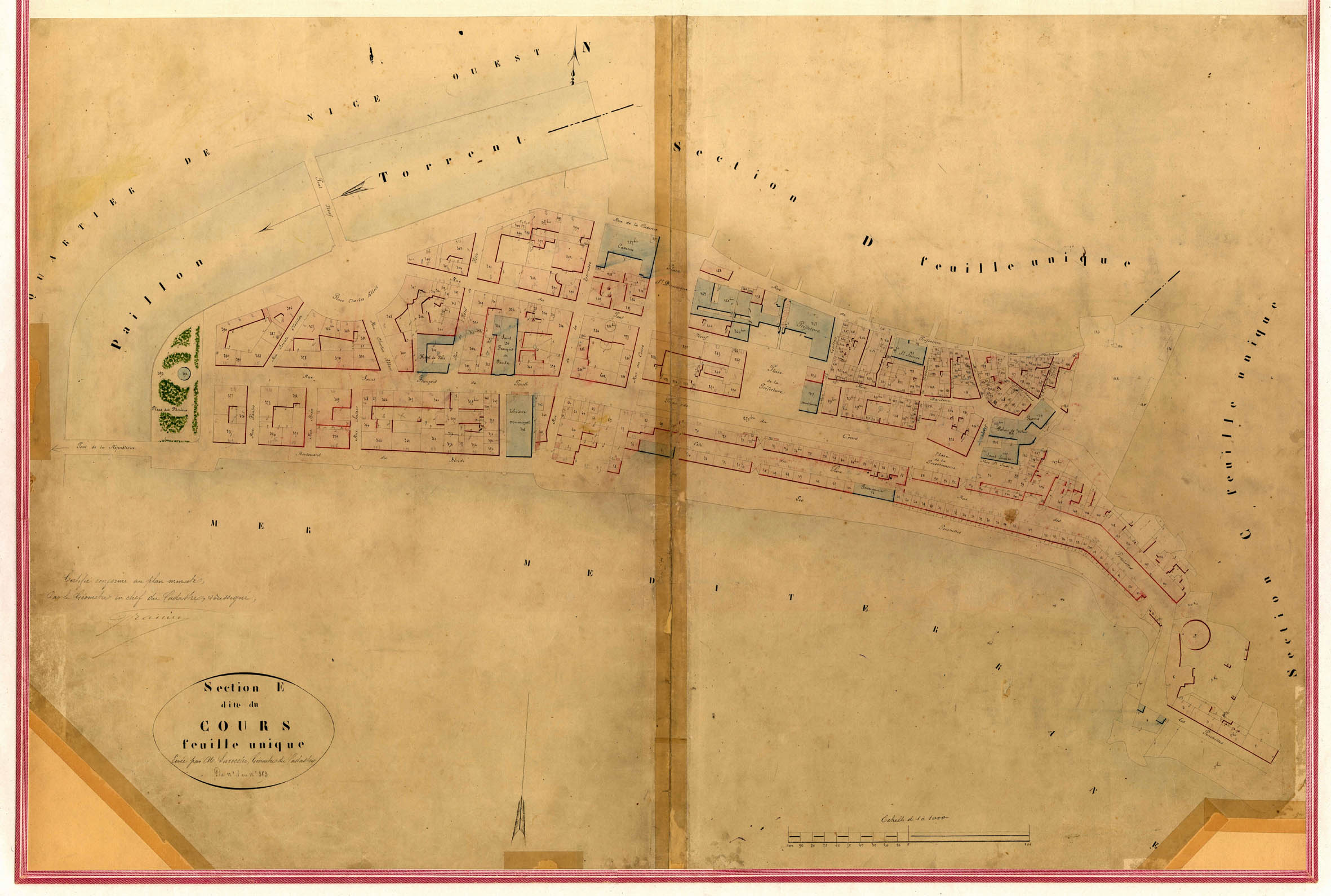
Plan cadastral de 1872.
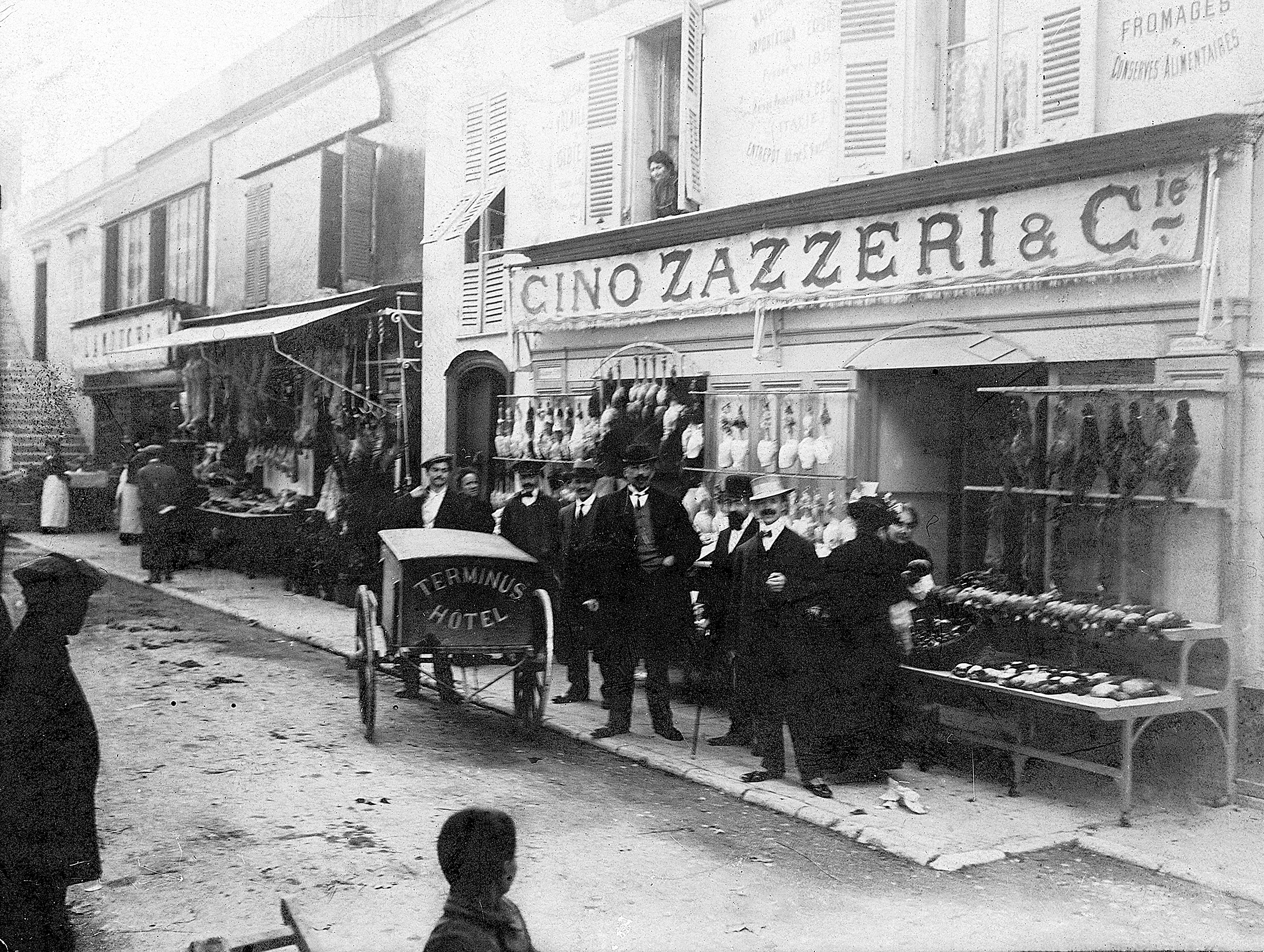
Commerce historique du cours Saleya en 1912
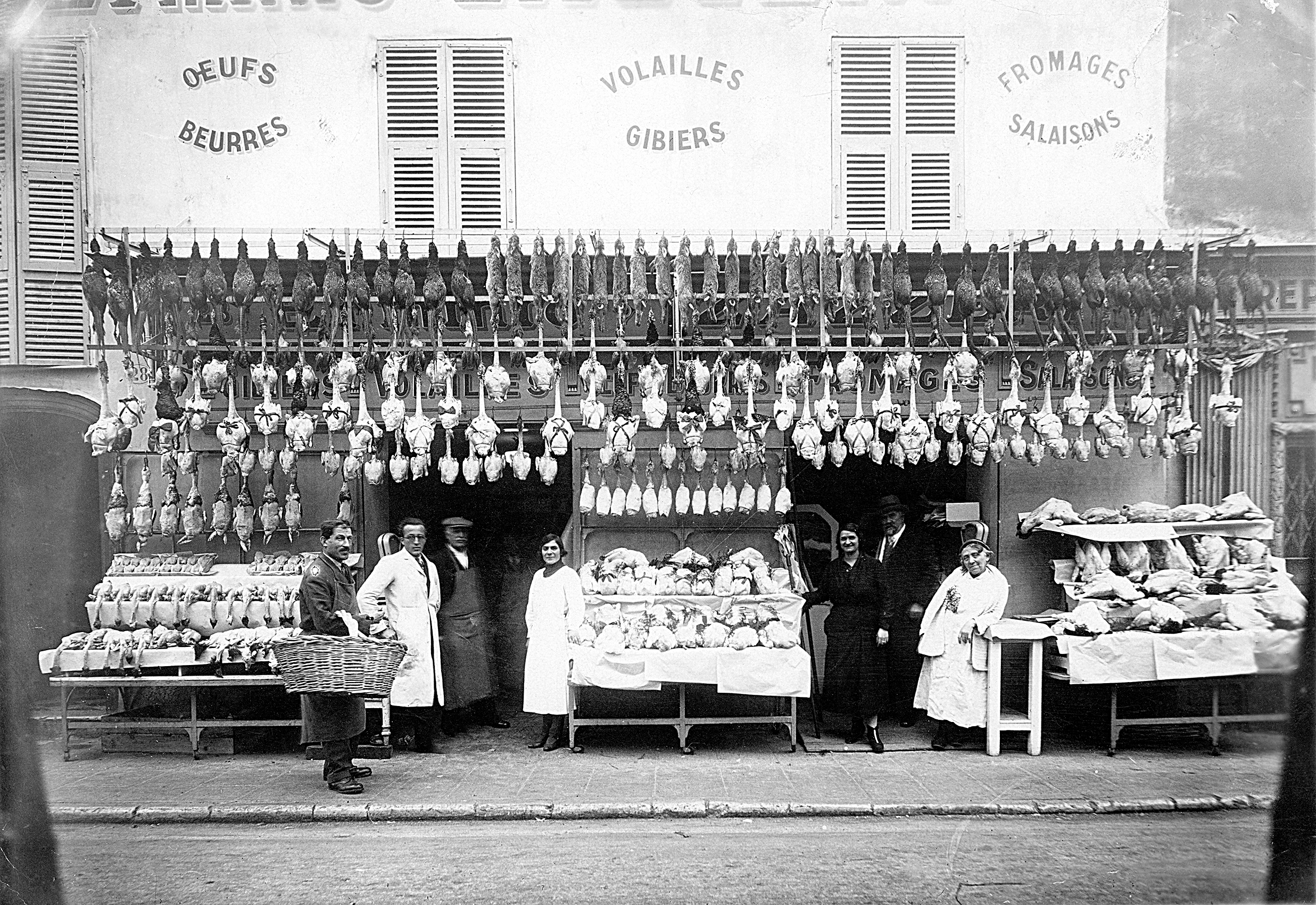
Commerce historique du cours Saleya en 1934